# Quinzaine, La Quinzaine
Pour les articles homonymes, voir Quinzaine.
Quinzaine (no 1 à 4), puis La Quinzaine (jusqu'à la fin de la publication) est un bimensuel (d'où son titre) édité par les Éditions du Temps présent de novembre 1950 à mars 1955. 
Journal à destination des militants chrétiens engagés dans les milieux populaires, il est condamné par l'épiscopat français puis par le Saint-Office dans le cadre plus général de l'interdiction faite aux catholiques par Pie XII de collaborer avec les organisations communistes. 
Il s'agit d'un des protagonistes, avec les prêtres-ouvriers et certains théologiens, de ce qu'on a appelé en France la crise du progressisme chrétien.